# سافت‌بنک کپیتال
سافت‌بنک کپیتال (انگلیسی: SoftBank Capital) شرکت سرمایه‌گذاری آمریکایی است، که در سال ۱۹۹۵ تأسیس شد.